# Iglesia de Santa María (Wurzburgo)
La Iglesia de Santa María (en alemán: Marienkirche) se encuentra en el patio interior de la fortaleza de Marienberg, en Würzburg, Baviera al sur de Alemania. La primera iglesia cristiana en este lugar fue construida en 706 por el Duque Hedan II. La estructura del edificio actual se remonta a principios del siglo XI. Es la iglesia más antigua de Würzburgo y el edificio más antiguo de la fortaleza.
El Duque Hedan II la construyó como una pequeña iglesia en el año 706, durante la Edad Media, la cual fue dedicada a la Virgen María. Fue el sitio donde se ubicaba la catedral y el lugar de entierro de los obispos de Würzburg hasta que los restos de los mártires San Kilian, San Colman y San Totnan fueron reubicados en la nueva catedral de Würzburg en el otro lado del río Meno, en 788. La Marienkirche fue transferida oficialmente al monasterio de San Burkard en el 983.